# Môle (architecture)
Ne doit pas être confondu avec jetée (architecture).
| Break water 3, dessin de Pearson Scott Foresman, 2007. |

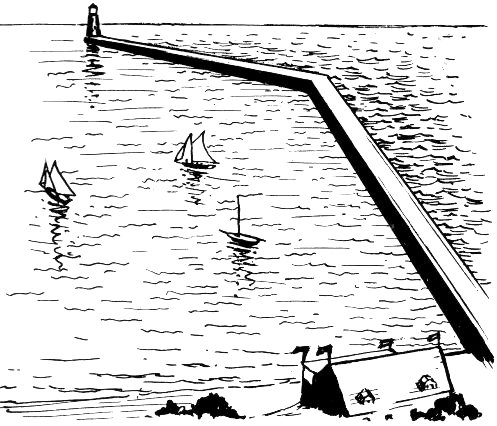

Un môle est un ouvrage construit à l'entrée d'un port et destiné à le protéger des vagues trop fortes. Il est formé d'un amas de roches entassées plus ou moins régulièrement qui peut être maçonné pour servir de quai. Le môle se situe à l’extrémité de la jetée afin de protéger l’entrée d’un port tel un brise-lames contre la mer ou pour diviser un bassin en darses.
Les principales fonctions d'un môle sont l'accostage et la protection contre les vagues.
Le môle s'avance dans la mer perpendiculairement aux lames venant du large, tandis que la digue est en général parallèle à la côte. Le môle s’élève au-dessus du niveau des plus fortes marées.
En Méditerranée, le môle se termine par une partie élargie, un terre-plein gagné sur la mer, afin de mieux résister que la jetée aux assauts des vagues,.

Différentes illustrations de môles
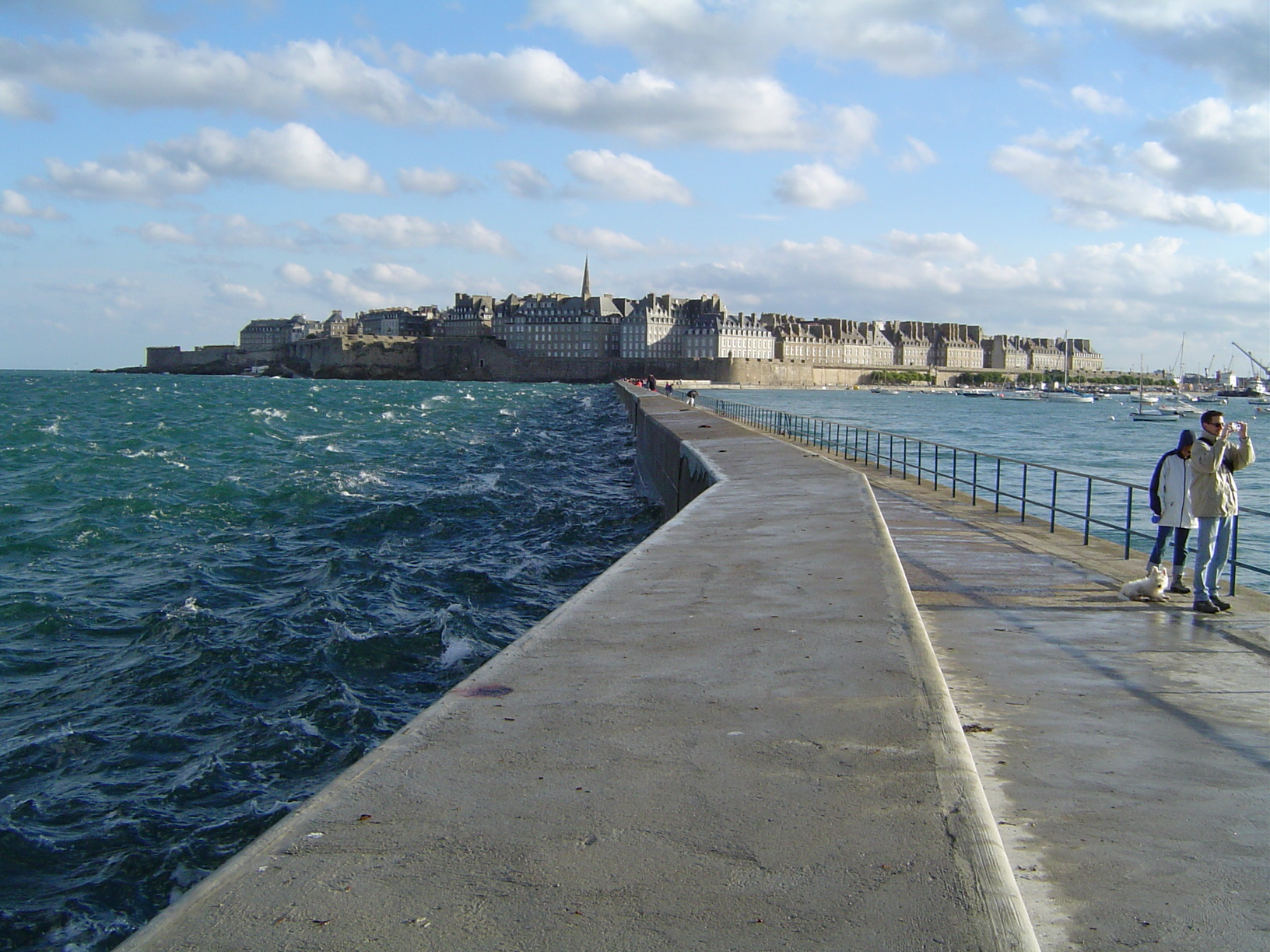
Môle de Saint-Malo, à pleine mer.
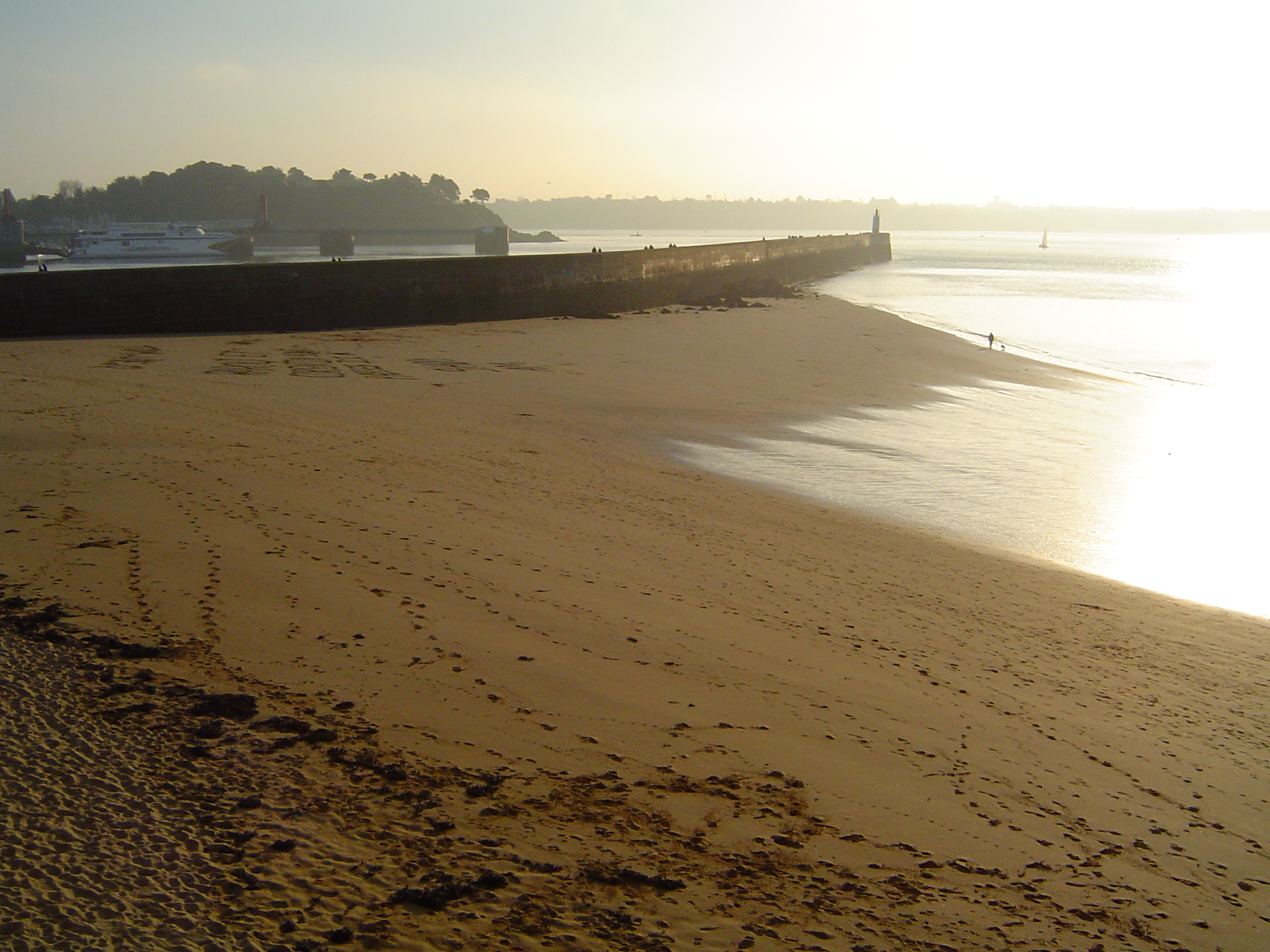
Môle de Saint-Malo, à basse mer.
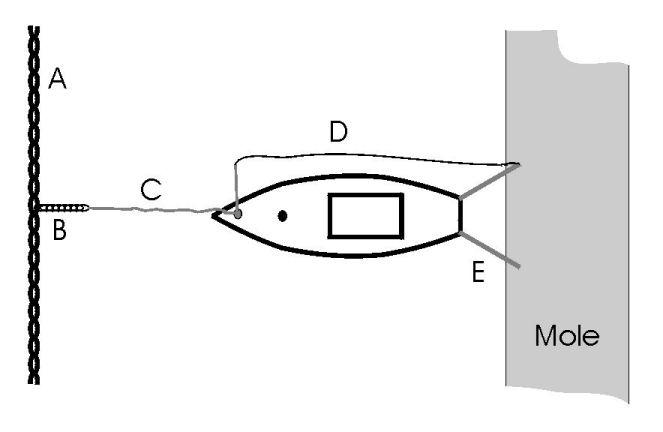
Représentation d'un amarrage dans un port.